# Bunyola
Bunyola är en kommun i Spanien. Den ligger i den autonoma regionen Balearerna i östra delen av landet. Antalet invånare är 7 490 (2024). Bunyola ligger på ön Mallorca.